# Zaliznîcine, Huleaipole
Zaliznîcine (în ucraineană Залізничне) este o așezare de tip urban din raionul Huleaipole, regiunea Zaporijjea, Ucraina. În afara localității principale, nu cuprinde și alte sate.

## Demografie
Componența lingvistică a așezării de tip urban Zaliznîcine
     Ucraineană (93,13%)
     Rusă (6,04%)
     Alte limbi (0,16%)
Conform recensământului din 2001, majoritatea populației așezării de tip urban Zaliznîcine era vorbitoare de ucraineană (93,13%), existând în minoritate și vorbitori de rusă (6,04%).